# Rinorea pubiflora
Rinorea pubiflora (Benth.) Sprague & Sandwith – gatunek roślin z rodziny fiołkowatych (Violaceae). Występuje naturalnie w Panamie, Kolumbii, Wenezueli, Gujanie, Surinamie, Gujanie Francuskiej, Ekwadorze, Peru, Boliwii oraz Brazylii. 

## Morfologia
PokrójZimozielone drzewo lub krzew.
LiścieUlistnienie jest naprzeciwległe. Blaszka liściowa ma eliptyczny kształt, jest niemal całobrzega, ma symetryczną nasadę i spiczasty wierzchołek.
KwiatyZebrane w gronach.
OwoceTorebki mierzące 17-30 mm średnicy, o niemal kulistym kształcie. Nasiona mają kulisty kształt i są owłosione.

## Biologia i ekologia
Rośnie w lasach oraz na terenach skalistych. Występuje na wysokości do 900 m n.p.m.

## Zmienność
W obrębie tego gatunku wyróżniono jedną odmianę:
- R. pubiflora var. grandifolia (Eichler) Hekking – występuje naturalnie w Panamie, Wenezueli, Gujanie, Surinamie, Gujanie Francuskiej, Peru, Boliwii oraz Brazylii[7]